# Гідравлічний рятувальний інструмент

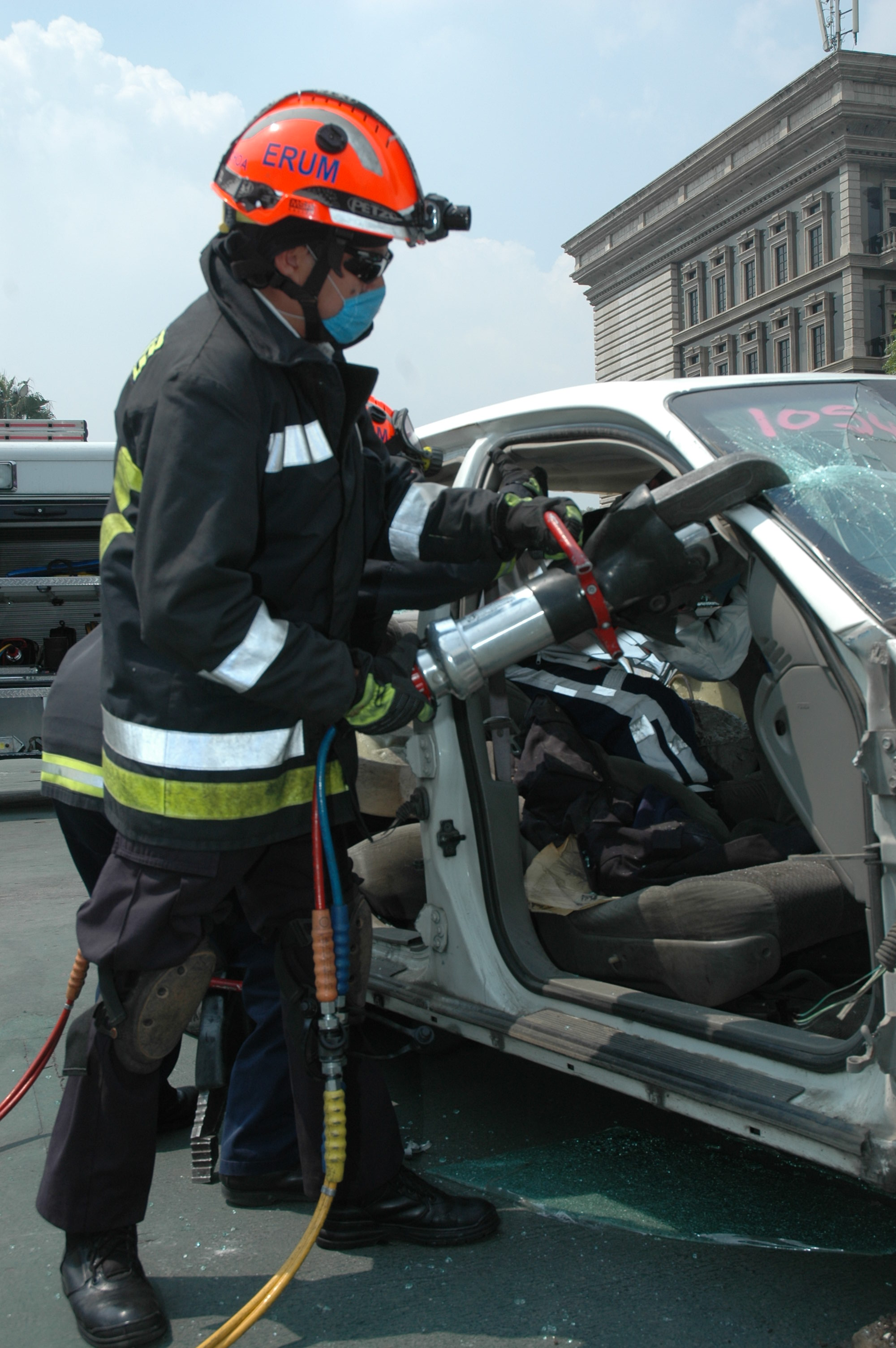
Гідравлічний різак під час демонстрації в Монтеррейському інституті технології та вищої освіти, Мехіко

Гідравлічні рятувальні інструменти, також відомі як щелепи життя — використовуються персоналом аварійно-рятувальних служб для допомоги у витягуванні постраждалих у аварій транспортного засобу, а також для інших рятувальних робіт у невеликих просторах. Ці інструменти включають різці, розкиди та барани. Такі пристрої вперше були використані в 1963 році як інструмент для звільнення водіїв гоночних автомобілів від їхніх транспортних засобів після аварій.

## Історія

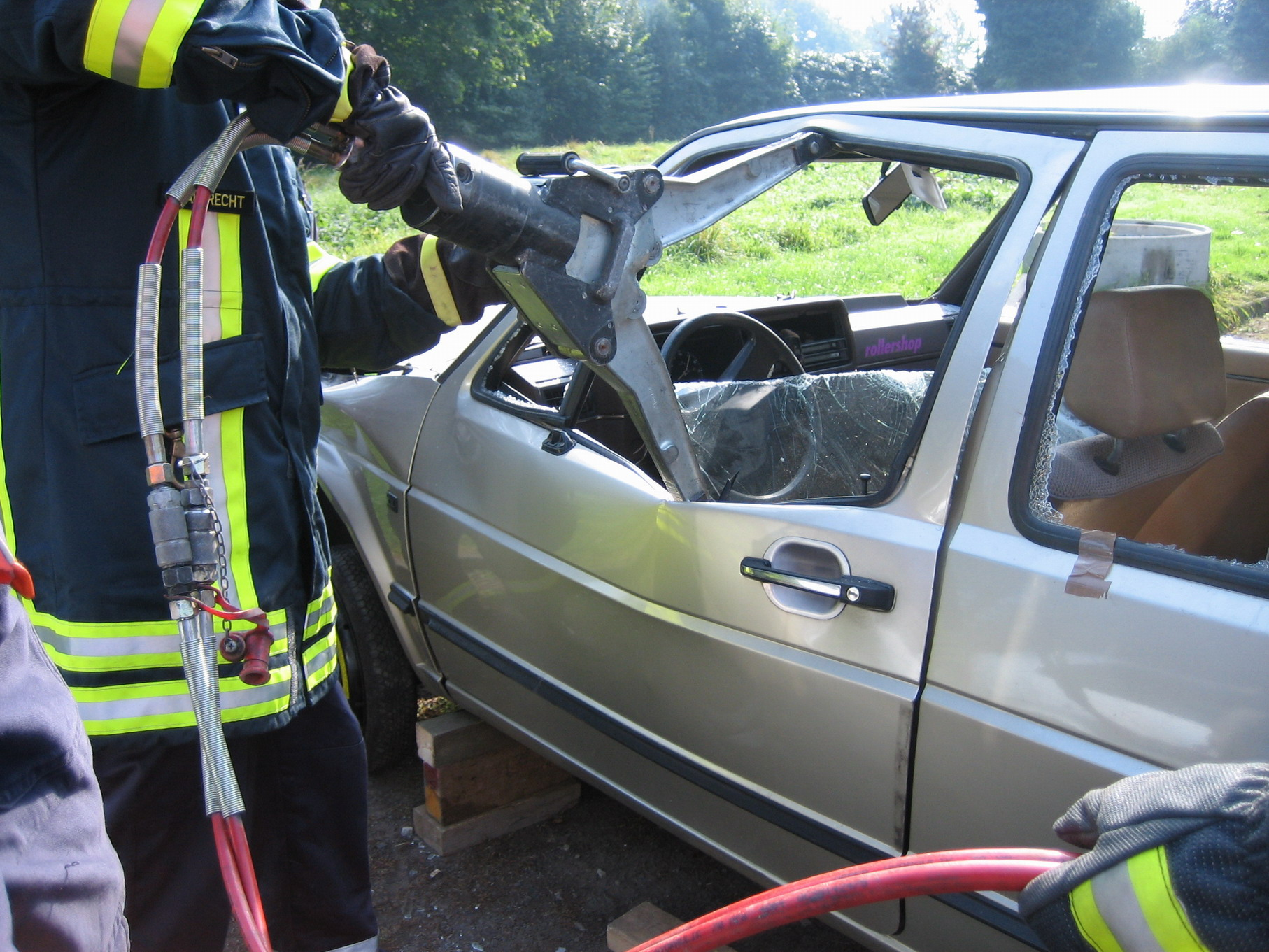
Використовується гідравлічний розкидувач, який розширює вікно на дверях автомобіля Volkswagen Golf Mk2, щоб надати пожежним командам доступ до автомобіля

«Рятувальний інструмент Херста» був винайдений Джорджем Херстом приблизно в 1961 році після того, як він спостерігав аварію на автомобільних перегонах, під час якої робітникам знадобилося більше ніж година, щоб витягти травмованого водія з його автомобіля. Раніше рятувальники часто використовували циркулярні пилки для евакуації транспортних засобів, але вони мали кілька недоліків. Пили можуть утворювати іскри, які можуть викликати пожежу, створювати гучні звуки, викликати стрес у жертви (жертв) і часто різати повільно. Крім того, рятувальники можуть спробувати відчинити двері автомобіля ломом або прутом Геллігана, але це може поставити під загрозу стійкість автомобіля або ще більше травмувати потерпілих.
Для порівняння, гідравлічні ножиці-розкидачі тихіші, швидші, сильніші та універсальніші: вони можуть різати, відкривати та навіть підіймати транспортний засіб. Hurst Performance почала експортувати запчастини європейській компанії Zumro ResQtec, щоб уникнути імпортного мита. Zumro ResQtec була зацікавлена в розробці цих інструментів для використання в автоперегонах, при цьому ResQtec орієнтувався на європейський ринок, а Херст — на американський. Гідравлічний розкидувач спочатку був розроблений у 1972 році Тімом Смітом і Майком Бріком, які пізніше розробили фрезу та гідравлічний шток. Коли пасажир опиняється в пастці, інструмент використовується, щоб підняти або розрізати автомобіль, щоб видалити пасажира. Щоб зняти дах з автомобіля, потрібно близько двох хвилин. Майк Брік придумав фразу «Щелепи життя» після того, як він спостерігав, як люди казали, що їхній новий пристрій «вириває людей із пащі смерті», а потім використовувався як зареєстрована торгова марка для продуктів Херста. Проте назва «щелепи життя» використовується в розмовній мові для опису інших гідравлічних рятувальних інструментів.